# 바르헤지

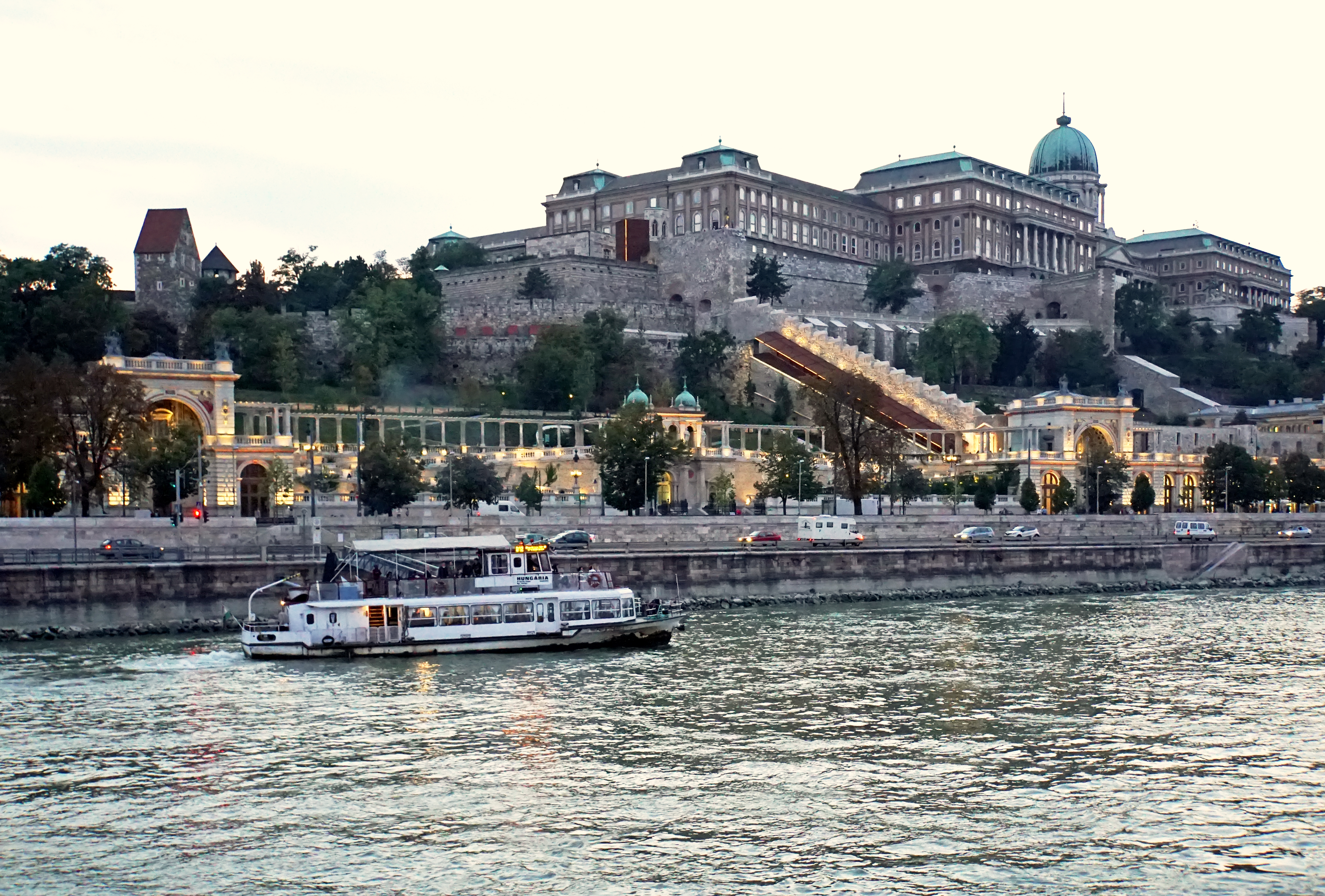
부다성

바르헤지(헝가리어: Várhegy)는 헝가리 부다페스트 1구에 있는 언덕이다. 부다성 지구는 언덕 꼭대기에 위치하며, 부다성 주변에는 많은 기념물이 있다. 이 지역은 부다페스트에서 가장 인기 있는 관광 명소 중 하나이며, 도보, 버스, 부다성 강삭철도를 타고 갈 수 있다.

## 지리
이 언덕은 다뉴브강 오른쪽 기슭, 부다 언덕의 일부인 겔레르트 언덕과 로자 언덕 사이에 위치하며 해발 175 미터 (574 ft) 높이로 솟아 있다. 길이는 약 1.5 킬로미터 (0.93 mi), 너비는 약 0.4 킬로미터 (0.25 mi)다. 강 쪽에서는 강삭철도를 타고, 시내 중심에서는 버스를 타고 갈 수 있다.
언덕은 주로 이회암으로 이루어져 있다. 플라이스토세 시대에 4-to-10-미터 (10 to 30 ft) 두께의 트라버틴 층이 퇴적되어 침식으로부터 보호되었다. 담수 샘물이 부다성 동굴의 공동을 형성했다.